# Romeo Bunică
Romeo Bunică (n. 11 aprilie 1974, Râmnicu Sărat, România) este un fotbalist  liber de contract, care joacă pe post de atacant.